# Charles Forot
Charles Forot est un écrivain né le 20 mai 1890 à Saint-Félicien en Ardèche. Après des études à Paris, il crée en 1920 un centre culturel et une maison d'édition dans son village natal : « Le pigeonnier ».

## Biographie
Orphelin de père à 4 ans, il est élevé à la campagne par sa mère.
Il entre au collège de Valence et supporte mal la vie d'interne.
Handicapé dès l'âge de 17 ans par une tuberculose osseuse qui lui coute trois années d'alitement.
Un séjour à Paris et des études comme auditeur libre à la Sorbonne lui permettent de nouer des contacts avec les intellectuels de son époque, en particulier avec les Ardéchois parisiens.
En 1913 il rechute de son mal de Pott et passe à nouveau trois ans couché.
À la fin de la guerre, il découvre Maurras et entre au comité de la Revue fédéraliste, adhérent avec ses amis Gabriel Faure, Jos Jullien et Louis Pize au mouvement régionaliste. Il se consacre à la poésie.
Il retourne au pays natal et créera dès 1918, sans doute avec l'aide du banquier Bechetoille, de Joseph Parnin et de Louis Pize les éditions du Pigeonnier dans sa maison familiale.
Outre la Revue Fédéraliste, il écrit pour d'autres journaux, la revue hebdomadaire Essaims nouveaux, Latinité, la Revue de l'Occident, La France à Table, La Muse française et l' Almanach Vivarais.
En 1933, il fait partie de l'Académie du Vivarais initiée par Jean Régnè.

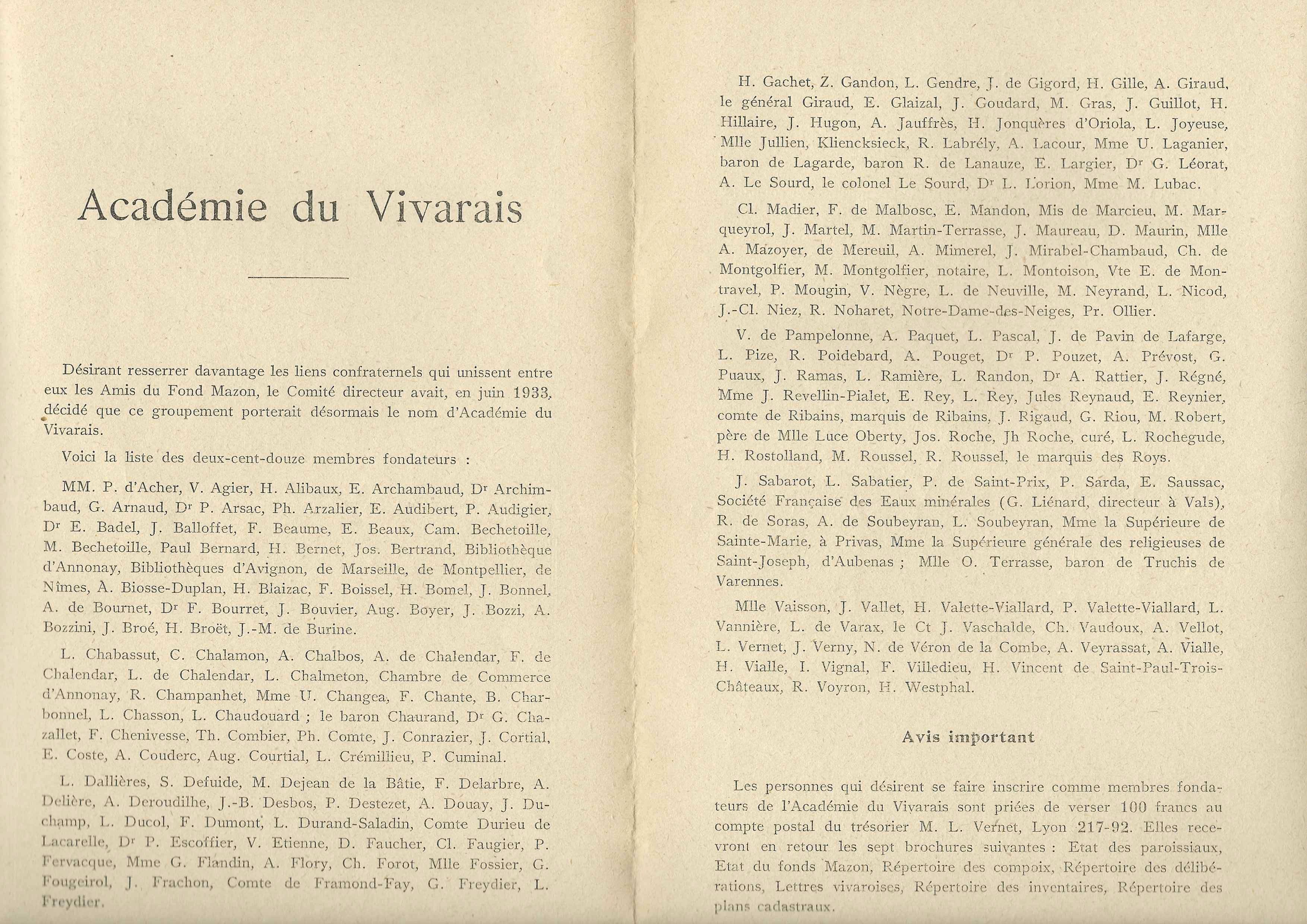
Tiré à part de la liste des académiciens désignés par Jean Régné en 1933, pour renforcer les liens entre les amis du "Fonds Mazon" aux Archives du Vivarais?

En 1940, l'Académie française couronne son "Ode au grand Vivarois Olivier de Serres" du prix Jules Davaine.
Fin gastronome, il publiera Odeurs de forêts et fumets de table  à la fin de son existence, ouvrage consacré à la cuisine régionale du Forez et du Vivarais.
Un de ses poèmes accompagne une gravure de Jean Chièze : 24 juin 1940; en hommage aux spahis tués face à l'armée allemande dans des combats en haute Ardèche.

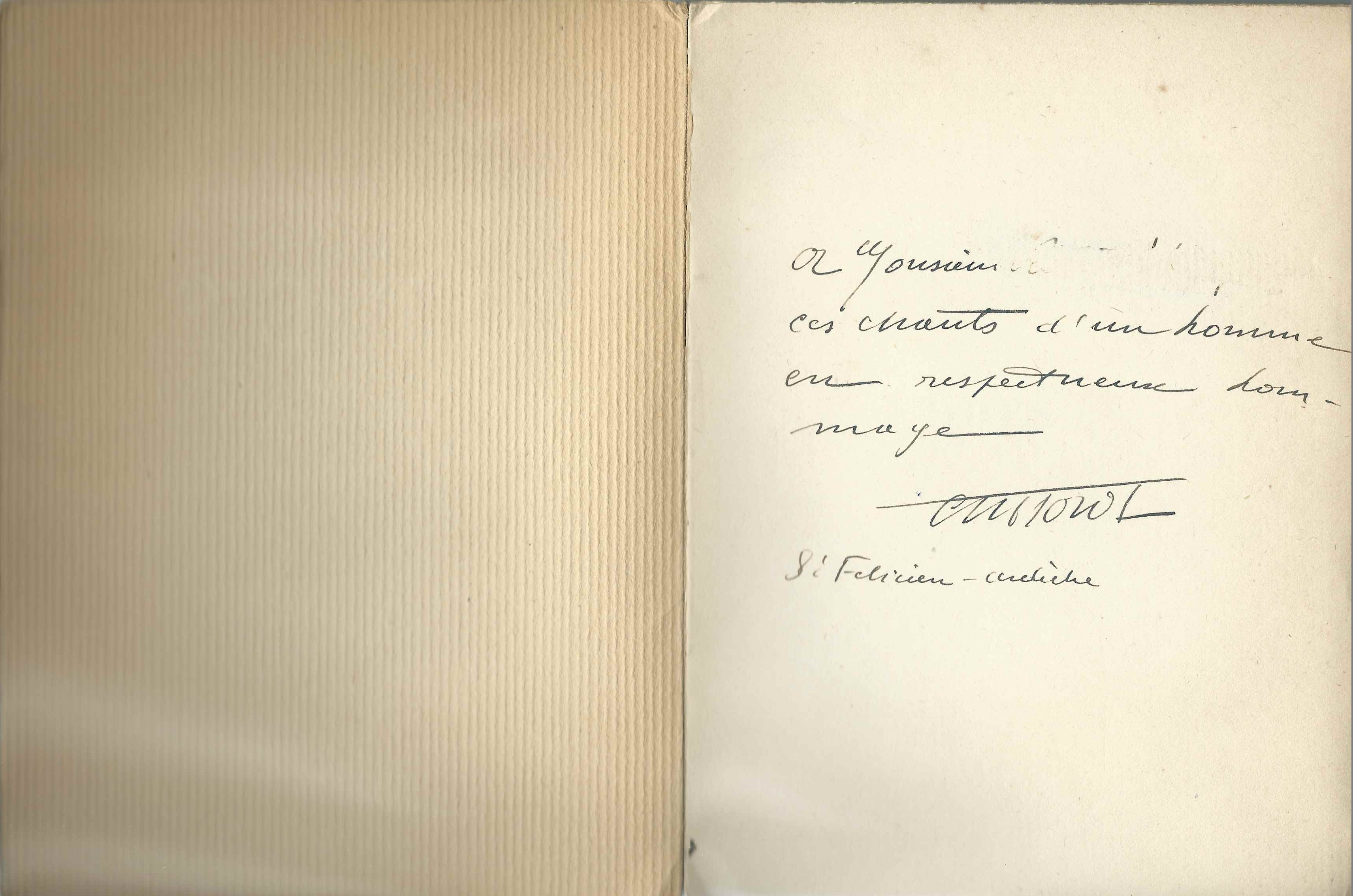
Charles Forot- Autographe

En 1927 et 1961, il reçoit le prix Archon-Despérouses et en 1970, l'Académie française lui décerne le prix Valentine-de-Wolmar pour l'ensemble de son œuvre.
Il fait de longs séjours dans l'île espagnole de Formentera.
Il meurt le 21 janvier 1973 à Saint-Félicien.

## Le pigeonnier
C'est dans sa maison familiale,, à Saint-Félicien, qu'il crée un mouvement artistique, une maison d'édition, un théâtre de verdure, offrant aux artistes vivarois un lieu unique de rencontres et d'amitié,,. Peintres (Victor Fonfreide), graveurs, musiciens (Vincent d'Indy), sculpteurs (Marcel Gimond), écrivains, danseurs (Empi et Riaume) partagent leurs savoirs et l'amour du pays natal.
Il édite Maurras, Léon Daudet, Xavier Vallat, Lucien Dubech, Paul Bourget, Derême, Albert Flory, Henri Ghéon, Amélie Murat,, Paul Valéry, Louis Pize, Gabriel Faure , qu'illustrent Mme R.S Bèchetoille, Jean Chièze, Jos Jullien...
En 1923, une société des "Amis du Pigeonnier " est fondée, elle compte 200 membres à qui sont destinés des exemplaires hors commerce sur papier Montgolfier.
Le siège social de la société est situé place Bellecour à Lyon.
Le 205e et dernier titre Airs anciens, de Philippe Héritier est achevé d'imprimer le 31 décembre 1958.
Le choix des papiers, la qualité des illustrateurs et de la typographie sont avec le choix des textes la marque de fabrique de la maison. Charles Forot en assure la conception et la réalisation.
La ferme magnanerie dans laquelle Charles Forot et son épouse Geneviève vécurent une retraite active a été en partie réhabilitée et permet au public, au travers leur lieu de vie, d'y retrouver l'histoire de cette aventure qui a largement débordé du cadre régional,.

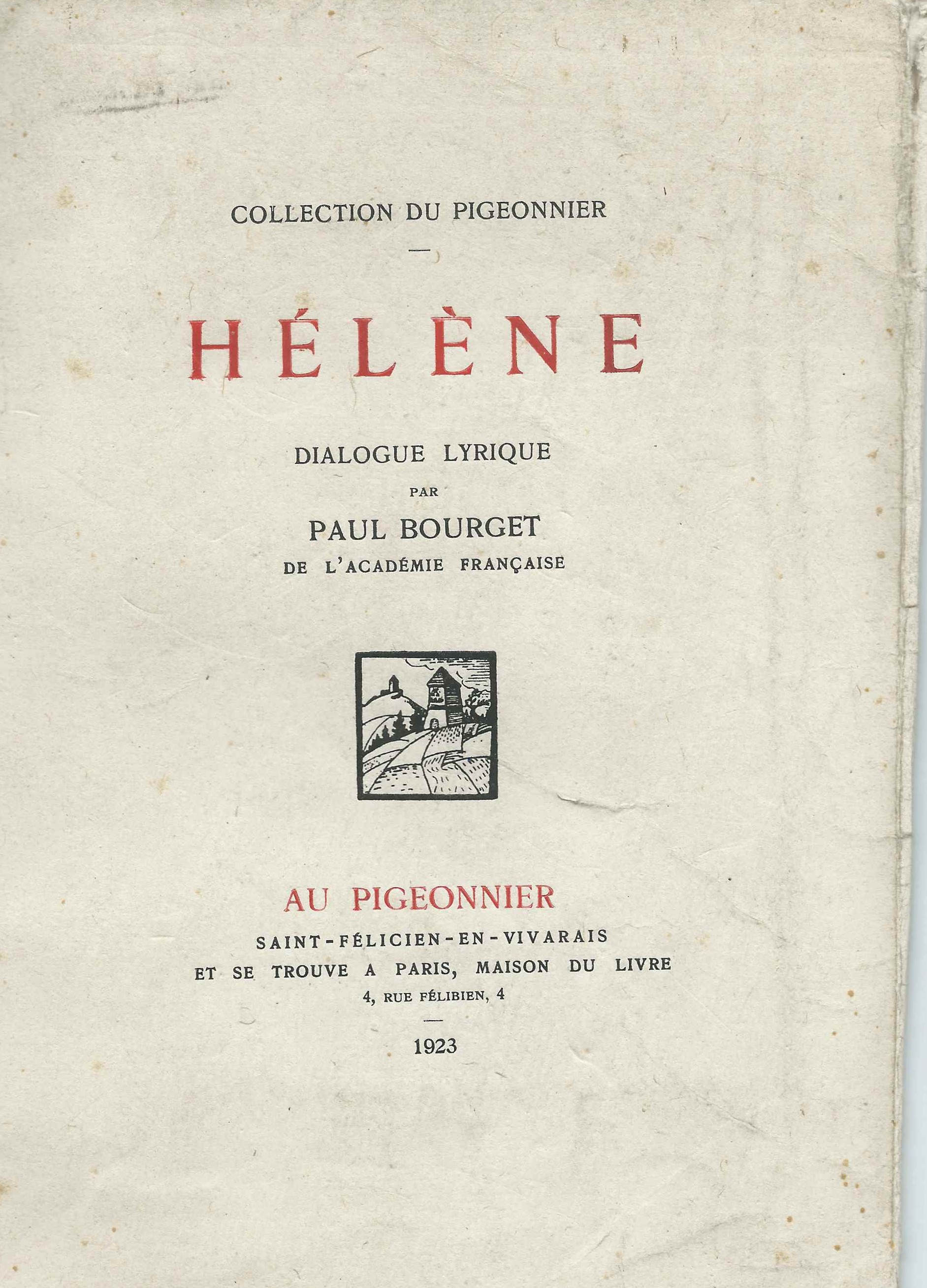
Héléne de Paul Bourget. 1923.
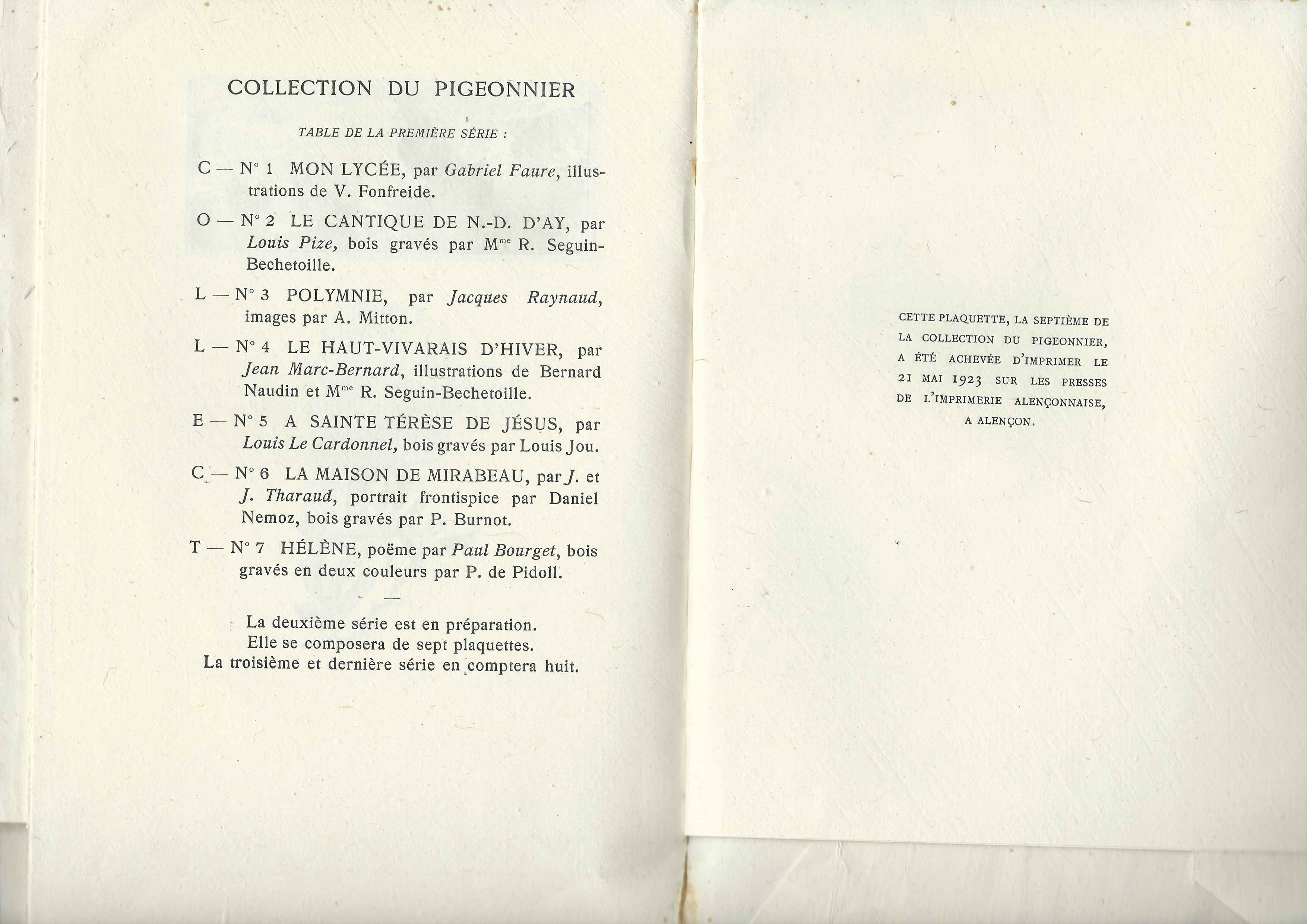
Liste des sept premiers ouvrages édités.
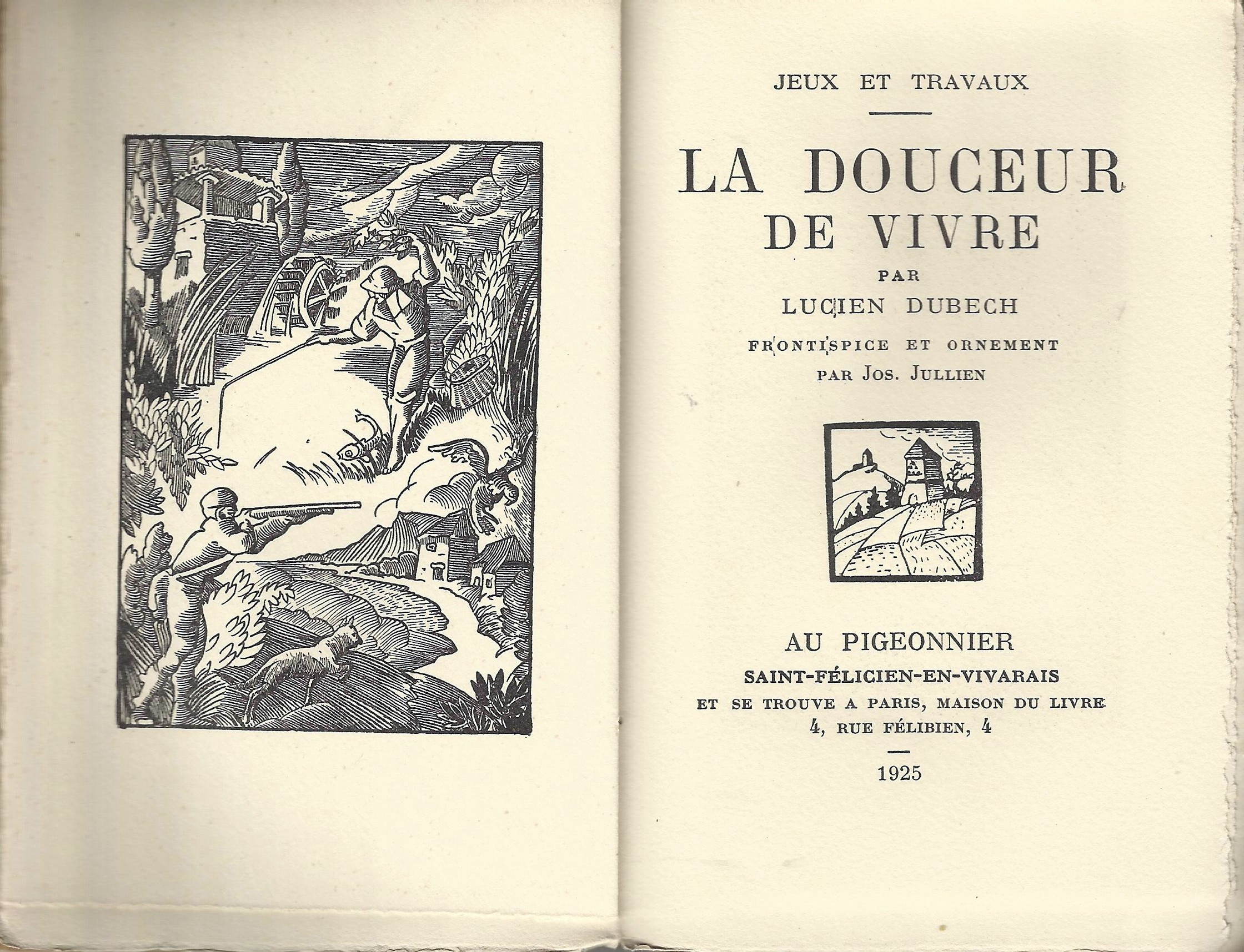
Illustrations de Jos Jullien  pour un ouvrage édité par le Pigeonnier.
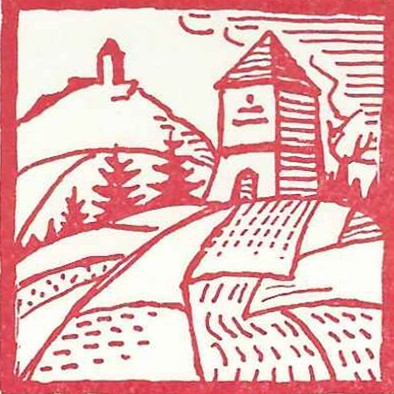
Le Pigeonnier; logo créé par Jos Jullien
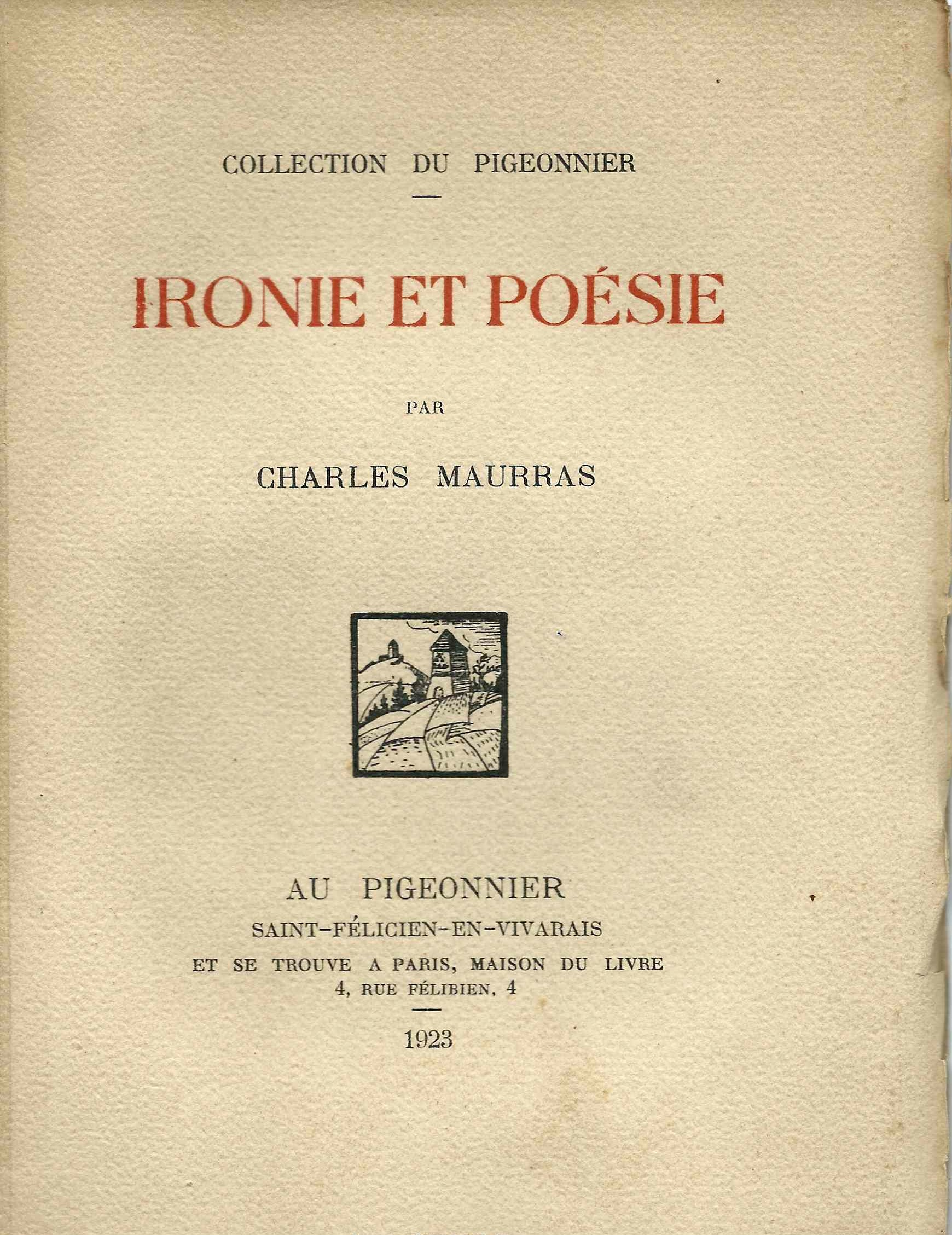
Dialogues de Charles Maurras et Jacques Bainville, édités en 1923 aux éditions du Pigeonnier .
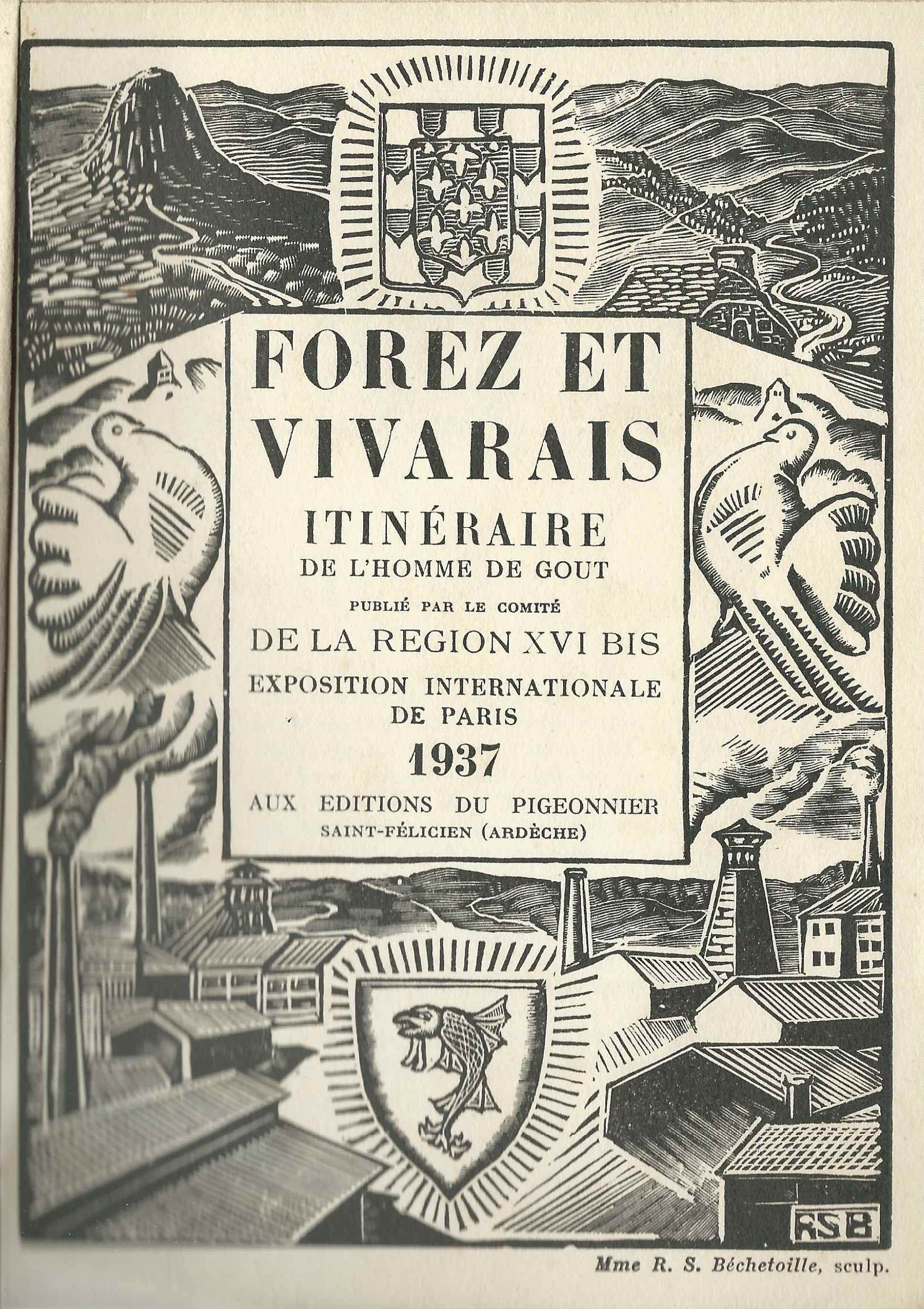
Frontispice d'une brochure destinée à l'Exposition internationale de 1937.
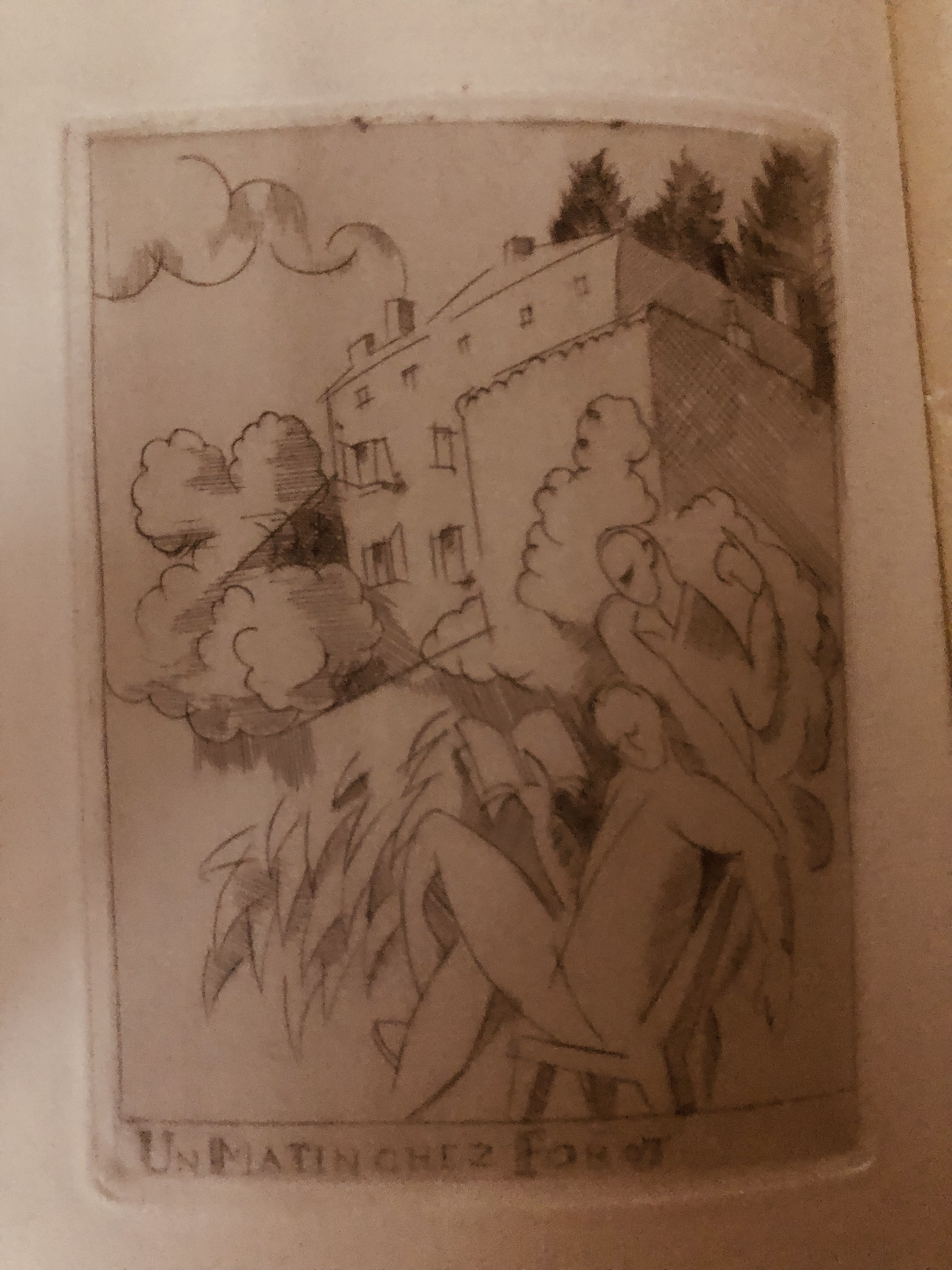
Frontiscipe pour " A Charles Forot" - Au Pigeonnier - 1927 . Par Jos Jullien.

## Hommages
En 1961, une grande exposition fut organisée au château d'Aubenas par l'abbé Jean Charay et un ouvrage, Quarante ans de décentralisation littéraire et artistique, Le pigeonnier 1920-1960, honorèrent cette entreprise.
Au musée de Tournon, une salle est dédiée au poète Charles Forot, mentionnant son influence culturelle, avec sa maison d'édition, le Pigeonnier.
Michel Fromentoux, son biographe l'a célébré dans un article d'Aspects de la France.

## Œuvres
- Charles Forot, La Ronde des ombres, Paris, Le Divan ed, 1922.
- Caillard, M. et Forot, C., Les revues d'avant-garde: 1870-1914, vol. 62, Ent'revues, 1924.
- Charles Forot, Suite d'automne, Éditions Garnier, 1925.
- Charles Forot, Hyménée, au Pigeonnier, 1926.
- Charles Forot, « Au Roi », Revue Fédéraliste,‎ 1928.

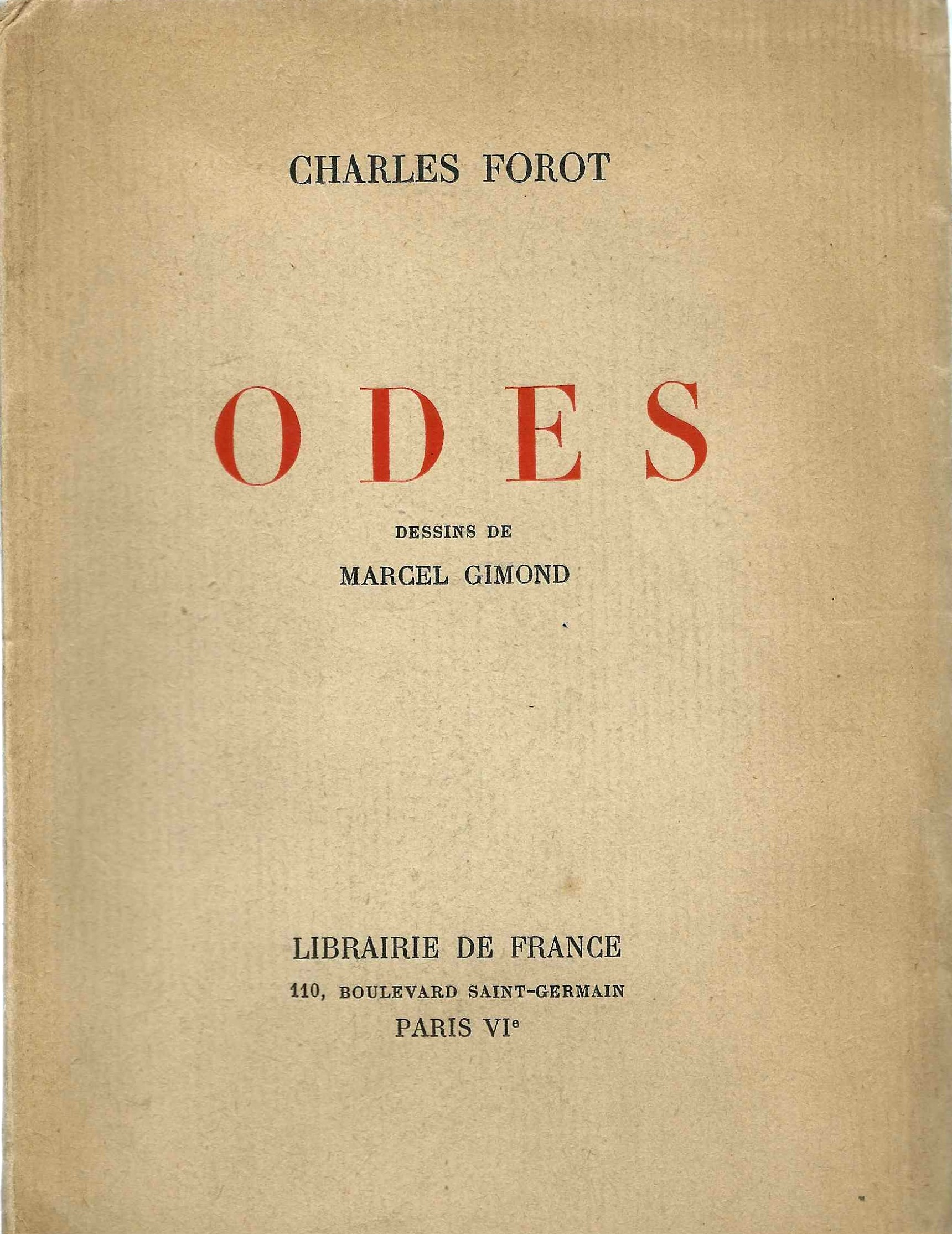
Odes de Charles Forot- éditées en 1932

- Charles Forot (dir.), Guirlande du Pigeonnier, Au Pigeonnier, Maison du Livre Français, 1927.
- Charles Forot, Au Roi, Pigeonnier, 1928.
- Charles Forot, Charmes des jours, Pigeonnier.
- Charles Forot (ill. Marcel Gimond), Odes, Libr. de France., 1932Prix Jules-Davaine de l’Académie française.
- Charles Forot, Épigrammes, quatrains. 1920-1930, 1937Prix René-Bardet de l'Académie française en 1938.
- Charles Forot, Ode au grand Vivarois Olivier de Serres, 1939.
- Charles Forot, Charmes des jours (poèmes), Cl. Ranchon, 1934Frontispice gravé par Jean Chieze.
- Charles Forot, Dix sonnets, Ed. du Pigeonnier., 1945.
- Charles Forot, Les lettres de la religieuse portugaise, 1946.
- Charles Forot, Couchant, 1927 (réimpr. 1960)Prix Archon-Despérouses.
- Charles Forot (ill. Jean Chièze), Chapiteaux, 1962.
- Charles Forot, Odeurs de forêt et Fumets de table, Montmélian, la Fontaine de Siloé, 2009, 558 p. (ISBN 978-2-84206-424-2, lire en ligne), p. 9.
- Charles Forot, « Un prélat Vivarois, Monseigneur Alfred Battendier », Revue du Vivarais, no 4,‎ 1963.
- Charles Forot, Saint Félicien et ses communes, 1964.
- Charles Forot, Le second livre des odes, 1965.
- Charles Forot, À la dixième muse : poèmes gastronomiques, Le Pigeonnier, 1966.
- Bernot, Lucien, « Charles Forot et Michel Carlat, Le feu sous la cendre, le paysan vivarois et sa maison. », Études rurales, Persée - Portail des revues scientifiques en SHS, vol. 92, no 1,‎ 1983, p. 75–76 (lire en ligne, consulté le 27 juillet 2020).